# Maurício Silva
Maurício Borges de Almeida Silva, född 4 februari 1989 i Maceió, är en brasiliansk volleybollspelare. Silva blev olympisk guldmedaljör i volleyboll vid sommarspelen 2016 i Rio de Janeiro.